# Lądowisko Zawiercie
Lądowisko Zawiercie – lądowisko sanitarne w Zawierciu, w województwie śląskim, położone przy ul. Miodowej 14. Przeznaczone jest do wykonywania startów i lądowań śmigłowców sanitarnych i ratowniczych w dzień i w nocy o dopuszczalnej masie startowej do 5700 kg.
Zarządzającym lądowiskiem jest Samodzielny Publiczny Zakład Opieki Zdrowotnej Szpital Powiatowy w Zawierciu. W roku 2013 zostało wpisane do ewidencji lądowisk Urzędu Lotnictwa Cywilnego pod numerem 196